# Maverick Viñales
Maverick Viñales Ruiz (Figueres, 12 gennaio 1995) è un pilota motociclistico spagnolo, vincitore del campionato del mondo della Moto3 nel 2013.
È stato il primo pilota nella storia della classe MotoGP ad avere vinto Gran Premi con tre case diverse (Suzuki, Yamaha e Aprilia).

## Biografia
Anche suo cugino, Isaac Viñales, corre come pilota professionista, mentre nel 2021 un altro cugino, Dean Berta Viñales, è rimasto vittima di un incidente mortale in una gara del campionato mondiale Supersport 300.

## Carriera

### Gli inizi
Le prime apparizioni in competizioni di rilievo risalgono al campionato spagnolo di velocità della classe 125 del 2009, anno in cui si classifica al secondo posto finale, ottenendo anche la sua prima vittoria sul circuito di Jerez; curiosamente si trova a gareggiare anche con il cugino Isaac, giunto al quarto posto nella stessa classifica e che gareggia per un altro team spagnolo.
Nel 2010 conquista il titolo spagnolo della stessa classe, mentre il cugino (che nel frattempo aveva avuto anche l'occasione di partecipare ad alcune gare del mondiale senza particolari risultati) si classifica al 6º posto; alla fine dell'anno si aggiudica anche il titolo europeo, disputato in gara unica a Albacete.

### Classe 125 e Moto3
Esordisce nella classe 125 del motomondiale nel 2011, ingaggiato dal team dell'Aprilia Pev-Blusens-SMX-Paris Hilton; il suo compagno di squadra è Sergio Gadea. Il 15 maggio 2011, alla sua quarta gara, ottiene la prima vittoria nel mondiale, vincendo a Le Mans con un sorpasso su Nicolás Terol all'ultima curva. Giunge poi secondo in Catalogna. Ottiene la pole position in Gran Bretagna, ritirandosi poi in gara. Nel Gran Premio d'Olanda ottiene la sua seconda vittoria, dopo essere partito dalla pole. In Italia giunge terzo. Nuovamente terzo nel Gran Premio di Germania, dopo essere partito dalla pole. Torna un'altra volta sul podio, in seconda posizione, nella prova di Indianapolis. In Aragona giunge terzo. Vince in Malesia e nella gara finale di Valencia. Termina la stagione al 3º posto con 248 punti, risultando il miglior debuttante dell'anno nella classe 125.

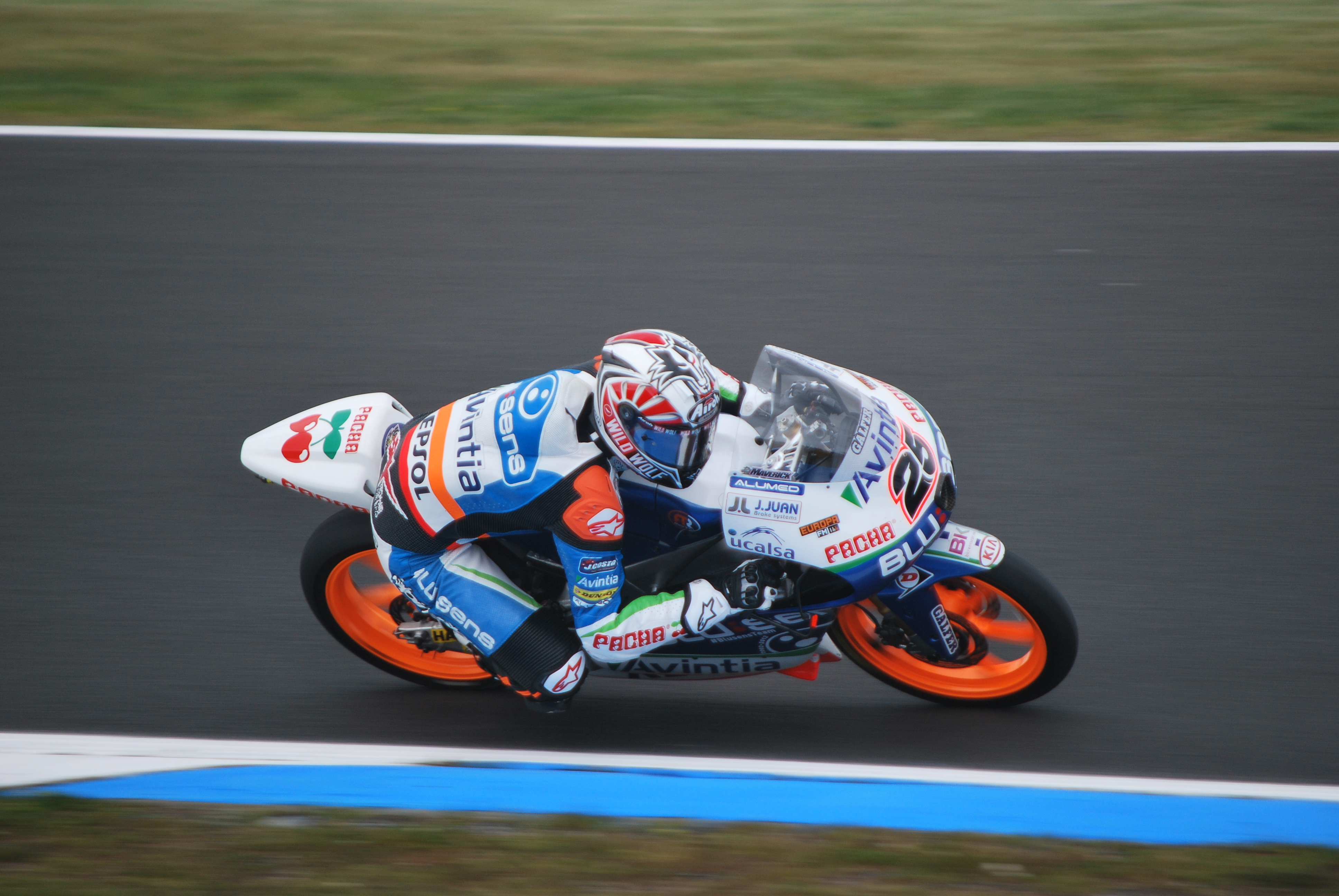
Viñales alla guida della FTR M312 nel Gran Premio d'Australia 2012.

Nel 2012 corre nello stesso team nella nuova classe Moto3, alla guida di una FTR M312. Ottiene cinque vittorie (Qatar, Catalogna, Gran Bretagna, Paesi Bassi e Italia), due secondi posti (Portogallo e Giappone) e cinque pole (Francia, Catalogna, Gran Bretagna, Italia e Repubblica Ceca); conclude la stagione al 3º posto con 207 punti. Il 19 ottobre 2012, alla vigilia delle prove libere del Gran Premio della Malesia, lo spagnolo si rifiuta di correre, accusando la squadra di dargli una moto poco competitiva.
Nel 2013 passa al team Calvo, che gli affida una KTM RC 250 GP; la compagna di squadra è Ana Carrasco; ottiene tre vittorie (Spagna, Francia e Comunità Valenciana), otto secondi posti (Qatar, Americhe, Paesi Bassi, Repubblica Ceca, San Marino, Aragona, Australia e Giappone), quattro terzi posti (Italia, Catalogna, Germania e Indianapolis) e due pole (Francia e Gran Bretagna). Il 10 novembre 2013, grazie alla vittoria nel Gran Premio della Comunità Valenciana, al terzo posto di Álex Rins e alla caduta di Luis Salom, si laurea campione del mondo della Moto3.

### Moto2
Nel 2014 passa in Moto2, alla guida della Kalex del team Pons HP 40; il compagno di squadra è Luis Salom. Ottiene quattro vittorie (Americhe, Aragona, Australia e Malesia), quattro secondi posti (Catalogna, Paesi Bassi, Indianapolis e Giappone), un terzo posto in Gran Bretagna e una pole position in Aragona; termina la stagione al terzo posto con 274 punti.

### MotoGP

#### Suzuki (2015-2016)

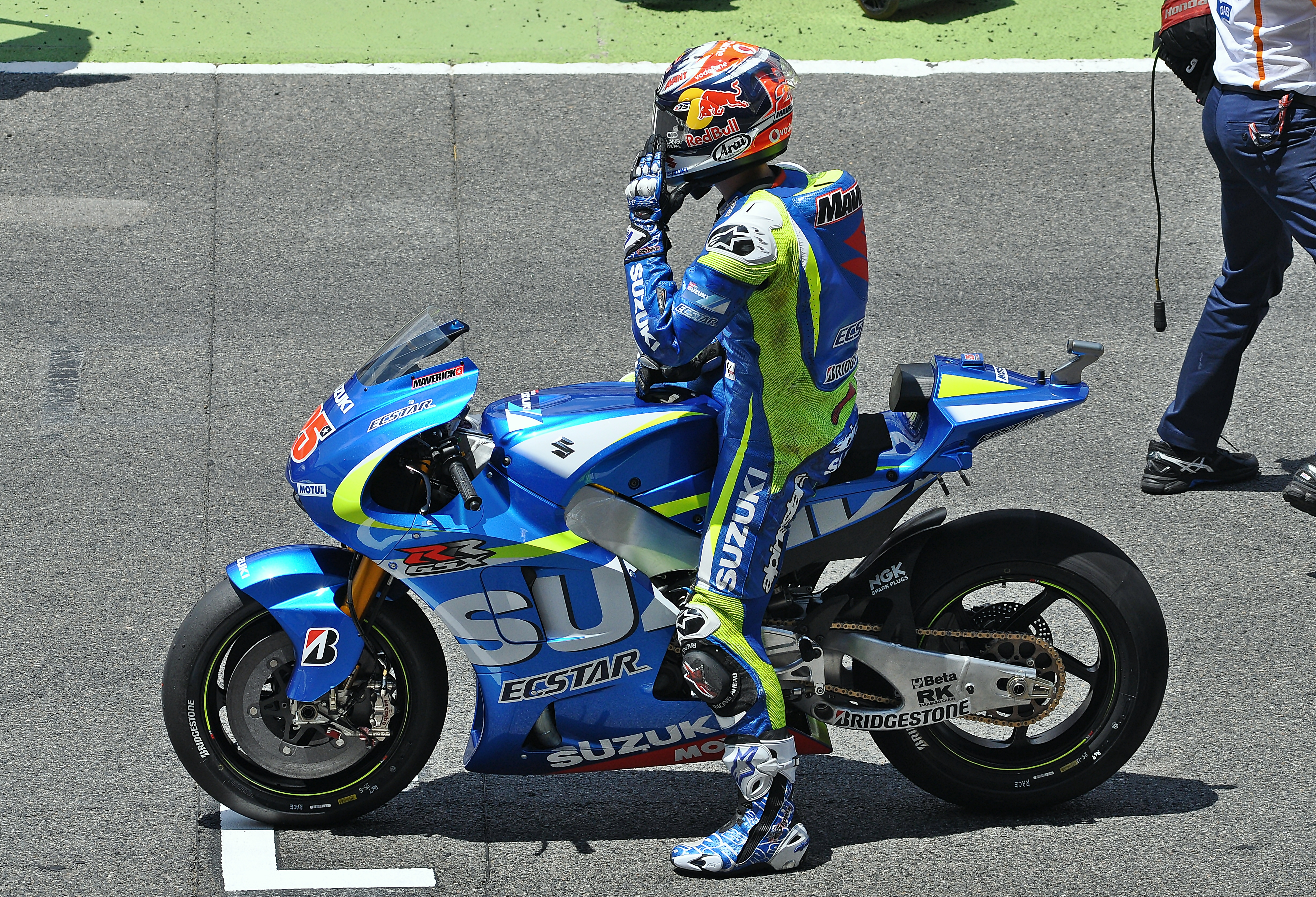
Viñales sulla griglia di partenza del Gran Premio di Catalogna 2015, in sella alla Suzuki GSX-RR.

Nel 2015 debutta in MotoGP con il team Suzuki Ecstar, avendo come compagno di squadra il connazionale Aleix Espargaró. Chiude la stagione d'esordio nella classe regina al dodicesimo posto con 97 punti. Nel 2016 rimane nello stesso team, ottenendo tre terzi posti (Francia, Giappone e Australia) e una vittoria in Inghilterra. Conclude la stagione al 4º posto con 209 punti.

#### Yamaha (2017-2021)
Nel 2017 lascia la Suzuki per affiancare Valentino Rossi nella squadra ufficiale della Yamaha, prendendo il posto del connazionale Jorge Lorenzo. Il 26 marzo vince il Gran Premio del Qatar, all'esordio con la moto di Iwata; si ripete il successivo 9 aprile, nel Gran Premio d'Argentina. Quindi in Francia centra il suo terzo e ultimo successo stagionale, dopo essere partito dalla pole position. Nel resto del campionato ottiene due secondi posti in Italia, dopo essere partito dalla pole, e in Gran Bretagna, e due terzi posti in Repubblica Ceca e in Australia; inoltre fa registrare un'altra partenza al palo in Aragona. Conclude la stagione al 3º posto con 230 punti. Nel 2018 vince in Australia, giunge secondo nel Gran Premio delle Americhe, terzo in Olanda, Germania e Thailandia, e ottiene due pole a Valencia e nelle Americhe. Conclude la stagione al 4º posto con 193 punti.
Nel 2019 abbandona il 25 come numero di gara per passare al 12. Ottiene due vittorie (Olanda e Malesia), un secondo posto in Germania, quattro terzi posti (Spagna, Gran Bretagna, San Marino e Thailandia) e tre pole (Qatar, San Marino e Australia). In Catalogna è vittima, insieme a Rossi e Andrea Dovizioso, dell'incidente causato da Lorenzo. Chiude la stagione al 3º posto con 211 punti. Nel 2020 ottiene una vittoria nel Gran Premio dell'Emilia Romagna, due secondi posti (Spagna e Andalusia) e tre pole (Austria, San Marino ed Emilia-Romagna) e conclude la stagione al sesto posto con 132 punti.

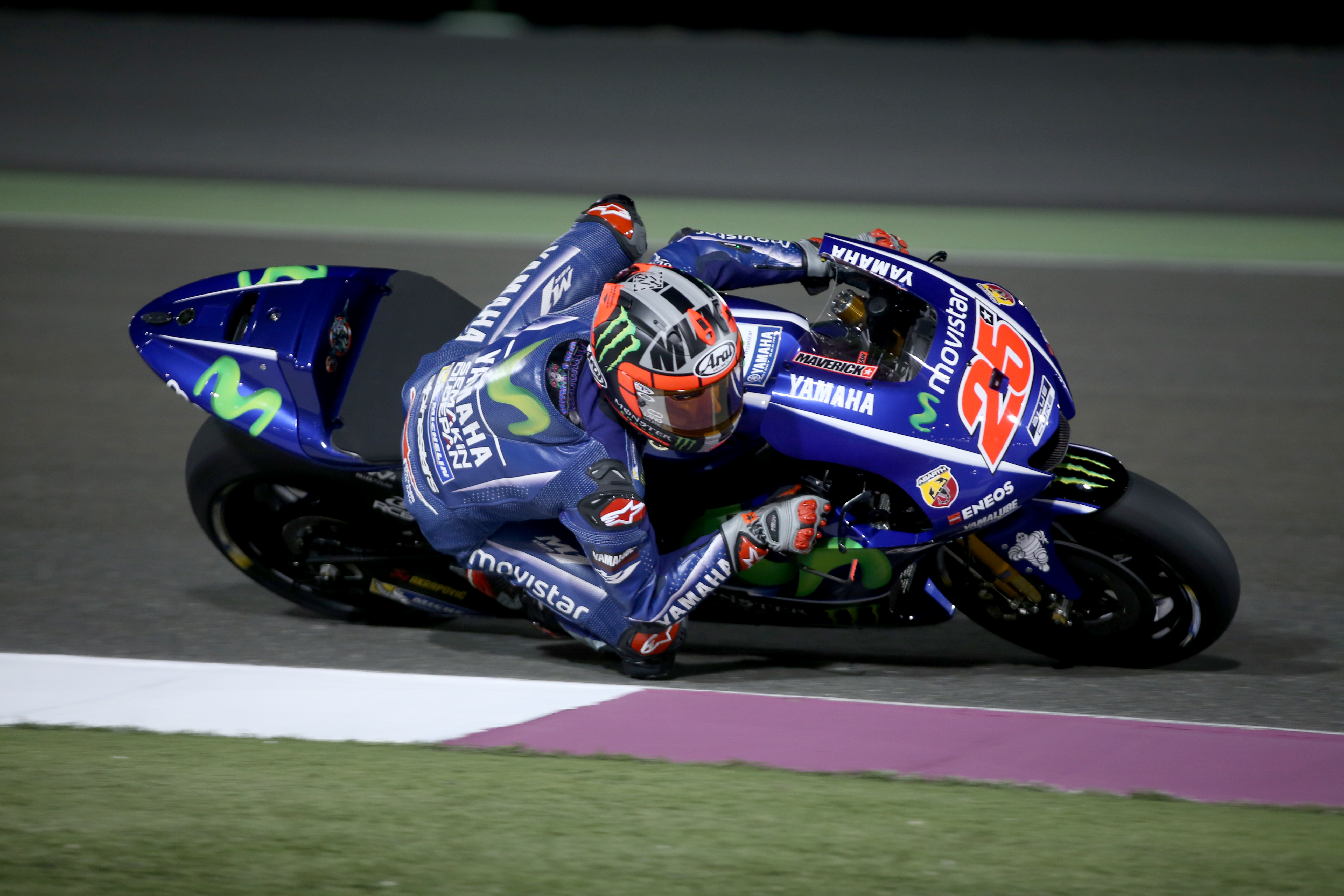
Viñales in piega sulla Yamaha YZR-M1 durante i test precampionato 2017 a Lusail.

Nel 2021, stante il passaggio di Rossi nel team satellite Petronas Yamaha SRT, Viñales trova come nuovo compagno di squadra Fabio Quartararo. Vince in Qatar e ottiene una pole nel Gran Premio d'Olanda, chiuso poi al secondo posto dietro Quartararo. Il 28 giugno 2021 viene ufficializzata la rescissione del contratto fra Viñales e il team ufficiale Yamaha per la fine della stagione, rompendo il sodalizio con la casa di Iwata con un anno d'anticipo; tuttavia il 12 agosto il pilota viene ulteriormente sospeso dalla Yamaha, a poche ore dal Gran Premio d'Austria, accusato di aver compiuto delle azioni irregolari sulla sua moto nel corso del precedente appuntamento della Stiria. Quattro giorni dopo viene ufficializzato il prossimo passaggio di Viñales al team ufficiale Aprilia per la stagione 2022.

#### Aprilia (2021-2024)
Il 20 agosto 2021 la Yamaha rende nota la rescissione consensuale del contratto col pilota, con effetto immediato, come conseguenza dei fatti della Stiria. Undici giorni dopo Viñales scende in pista per la prima volta con Aprilia, in un test a Misano con la RS-GP: il giorno seguente la casa di Noale ufficializza l'arrivo anticipato dello spagnolo in squadra, con esordio nel Gran Premio d'Aragona; subentra a Lorenzo Savadori e ritrova come compagno di squadra Aleix Espargaró, con cui aveva già condiviso il box negli anni in Suzuki. Nel finale di stagione non prende parte al Gran Premio delle Americhe, provato dal lutto per la morte del cugino Dean Berta Viñales pochi giorni addietro nel mondiale Supersport 300. Chiude il campionato 2021, disputata con Yamaha e Aprilia, al decimo posto con 106 punti.
Nel 2022 affronta la sua prima stagione completa nel team ufficiale Aprilia. In occasione del Gran Premio d'Olanda conquista il primo podio con la casa veneta. Sale nuovamente sul podio a Silverstone e a Misano, chiudendo il campionato all'undicesimo posto, con 122 punti. Nel 2023 ottiene tre podi in gara, tutti secondi posti, e altri due podi nelle Sprint del sabato – novità regolamentare dell'annata –, entrambi terzi posti; inoltre fa registrare la pole position al Gran Premio della Comunità Valenciana, che gli mancava da oltre due anni, riuscendo a chiudere la classifica generale in settima posizione a 204 punti, dietro a Espargaró.
Nel 2024 vince la sua prima Sprint, in Portogallo. Nel successivo Gran Premio delle Americhe egemonizza il fine settimana con pole e vittorie sia nella Sprint sabatina sia nella gara domenicale: torna al successo dopo oltre tre anni, e l'affermazione statunitense passa ulteriormente agli annali poiché fa di Viñales il primo, nell'era MotoGP, capace di vincere un Gran Premio con tre diverse case (Suzuki, Yamaha e Aprilia). Conclude l'annata confermandosi al settimo posto in campionato.

#### KTM (2025-)
Il 13 giugno 2024 viene annunciato il suo ritorno, dopo dodici anni, in KTM dalla stagione seguente, nel team satellite Tech 3; trova come compagno di box Enea Bastianini.
In avvio del campionato 2025, in Qatar chiude il Gran Premio in seconda posizione; tale piazzamento, che avrebbe valso il primo podio stagionale per la casa austriaca, viene tuttavia cancellato nel dopogara a causa di una penalità inflittagli per la pressione irregolare degli pneumatici sulla sua RC16.

## Risultati nel motomondiale
| 2011 | Classe | Moto    |   |     |   |   |   |     |   |   |   |    |   |   |   |   |   |   |   |   |  |  |  |  | Punti | Pos. |
| ---- | ------ | ------- | - | --- | - | - | - | --- | - | - | - | -- | - | - | - | - | - | - | - | - |  |  |  |  | ----- | ---- |
| 2011 | 125    | Aprilia | 9 | Rit | 4 | 1 | 2 | Rit | 1 | 3 | 3 | NE | 6 | 2 | 7 | 3 | 4 | 8 | 1 | 1 |  |  |  |  | 248   | 3º   |

| 2012 | Classe | Moto      |   |   |   |     |   |   |   |    |   |    |     |   |   |    |   |  |     |   |  |  |  |  | Punti | Pos. |
| ---- | ------ | --------- | - | - | - | --- | - | - | - | -- | - | -- | --- | - | - | -- | - |  | --- | - |  |  |  |  | ----- | ---- |
| 2012 | Moto3  | FTR Honda | 1 | 6 | 2 | Rit | 1 | 1 | 1 | 17 | 1 | NE | Rit | 4 | 5 | NP | 2 |  | Rit | 8 |  |  |  |  | 207   | 3º   |

| 2013 | Classe | Moto |   |   |   |   |   |   |   |   |    |   |   |   |   |   |   |   |   |   |  |  |  |  | Punti | Pos. |
| ---- | ------ | ---- | - | - | - | - | - | - | - | - | -- | - | - | - | - | - | - | - | - | - |  |  |  |  | ----- | ---- |
| 2013 | Moto3  | KTM  | 2 | 2 | 1 | 1 | 3 | 3 | 2 | 3 | NE | 3 | 2 | 4 | 2 | 2 | 5 | 2 | 2 | 1 |  |  |  |  | 323   | 1º   |

| 2014 | Classe | Moto  |   |   |     |   |   |   |   |   |   |   |   |   |   |   |   |   |   |     |  |  |  |  | Punti | Pos. |
| ---- | ------ | ----- | - | - | --- | - | - | - | - | - | - | - | - | - | - | - | - | - | - | --- |  |  |  |  | ----- | ---- |
| 2014 | Moto2  | Kalex | 4 | 1 | Rit | 5 | 4 | 9 | 2 | 2 | 5 | 2 | 6 | 3 | 4 | 1 | 2 | 1 | 1 | Rit |  |  |  |  | 274   | 3º   |

| 2015 | Classe | Moto   |    |   |    |    |   |   |   |    |    |    |     |    |    |    |     |   |   |    |  |  |  |  | Punti | Pos. |
| ---- | ------ | ------ | -- | - | -- | -- | - | - | - | -- | -- | -- | --- | -- | -- | -- | --- | - | - | -- |  |  |  |  | ----- | ---- |
| 2015 | MotoGP | Suzuki | 14 | 9 | 10 | 11 | 9 | 7 | 6 | 10 | 11 | 11 | Rit | 11 | 14 | 11 | Rit | 6 | 8 | 11 |  |  |  |  | 97    | 12º  |

| 2016 | Classe | Moto   |   |     |   |   |   |   |   |   |    |   |   |   |   |   |   |   |   |   |  |  |  |  | Punti | Pos. |
| ---- | ------ | ------ | - | --- | - | - | - | - | - | - | -- | - | - | - | - | - | - | - | - | - |  |  |  |  | ----- | ---- |
| 2016 | MotoGP | Suzuki | 6 | Rit | 4 | 6 | 3 | 6 | 4 | 9 | 12 | 6 | 9 | 1 | 5 | 4 | 3 | 3 | 6 | 5 |  |  |  |  | 202   | 4º   |

| 2017 | Classe | Moto   |   |   |     |   |   |   |    |     |   |   |   |   |   |   |   |   |   |    |  |  |  |  | Punti | Pos. |
| ---- | ------ | ------ | - | - | --- | - | - | - | -- | --- | - | - | - | - | - | - | - | - | - | -- |  |  |  |  | ----- | ---- |
| 2017 | MotoGP | Yamaha | 1 | 1 | Rit | 6 | 1 | 2 | 10 | Rit | 4 | 3 | 6 | 2 | 4 | 4 | 9 | 3 | 9 | 12 |  |  |  |  | 230   | 3º   |

| 2018 | Classe | Moto   |   |   |   |   |   |   |   |   |   |     |    |    |   |    |   |   |   |   |     |  |  |  | Punti | Pos. |
| ---- | ------ | ------ | - | - | - | - | - | - | - | - | - | --- | -- | -- | - | -- | - | - | - | - | --- |  |  |  | ----- | ---- |
| 2018 | MotoGP | Yamaha | 6 | 5 | 2 | 7 | 7 | 8 | 6 | 3 | 3 | Rit | 12 | AN | 5 | 10 | 3 | 7 | 1 | 4 | Rit |  |  |  | 193   | 4º   |

| 2019 | Classe | Moto   |   |     |    |   |     |   |     |   |   |    |   |   |   |   |   |   |     |   |   |  |  |  | Punti | Pos. |
| ---- | ------ | ------ | - | --- | -- | - | --- | - | --- | - | - | -- | - | - | - | - | - | - | --- | - | - |  |  |  | ----- | ---- |
| 2019 | MotoGP | Yamaha | 7 | Rit | 11 | 3 | Rit | 6 | Rit | 1 | 2 | 10 | 5 | 3 | 3 | 4 | 3 | 4 | Rit | 1 | 6 |  |  |  | 211   | 3º   |

| 2020 | Classe | Moto   |    |   |   |    |    |     |   |   |   |    |   |   |    |    |    |  |  |  |  |  |  |  | Punti | Pos. |
| ---- | ------ | ------ | -- | - | - | -- | -- | --- | - | - | - | -- | - | - | -- | -- | -- |  |  |  |  |  |  |  | ----- | ---- |
| 2020 | MotoGP | Yamaha | NE | 2 | 2 | 14 | 10 | Rit | 6 | 1 | 9 | 10 | 4 | 7 | 13 | 10 | 11 |  |  |  |  |  |  |  | 132   | 6º   |

| 2021 | Classe | Moto             |   |   |    |   |    |   |   |    |   |    |  |  |    |    |        |   |    |    |  |  |  |  | Punti | Pos. |
| ---- | ------ | ---------------- | - | - | -- | - | -- | - | - | -- | - | -- |  |  | -- | -- | ------ | - | -- | -- |  |  |  |  | ----- | ---- |
| 2021 | MotoGP | Yamaha e Aprilia | 1 | 5 | 11 | 7 | 10 | 8 | 5 | 19 | 2 | NC |  |  | 18 | 13 | [ 15 ] | 8 | 16 | 16 |  |  |  |  | 106   | 10º  |

| 2022 | Classe | Moto    |    |    |   |    |    |    |    |    |   |     |   |   |    |   |    |   |   |    |    |     |  |  | Punti | Pos. |
| ---- | ------ | ------- | -- | -- | - | -- | -- | -- | -- | -- | - | --- | - | - | -- | - | -- | - | - | -- | -- | --- |  |  | ----- | ---- |
| 2022 | MotoGP | Aprilia | 12 | 16 | 7 | 10 | 10 | 14 | 10 | 12 | 7 | Rit | 3 | 2 | 13 | 3 | 13 | 7 | 7 | 17 | 16 | Rit |  |  | 122   | 11º  |

| 2023 | Classe | Moto    |    |     |   |      |      |    |     |      |    |    |    |    |   |     |    |    |     |    |    |     |  |  | Punti | Pos. |
| ---- | ------ | ------- | -- | --- | - | ---- | ---- | -- | --- | ---- | -- | -- | -- | -- | - | --- | -- | -- | --- | -- | -- | --- |  |  | ----- | ---- |
| 2023 | MotoGP | Aprilia | 25 | 127 | 4 | Rit7 | Rit9 | 12 | Rit | Rit7 | 53 | 68 | 23 | 56 | 8 | 199 | 24 | 11 | Rit | 11 | 46 | 104 |  |  | 204   | 7º   |

| 2024 | Classe | Moto    |     |      |   |   |    |     |    |    |     |     |   |     |    |   |    |      |   |   |   |    |  |  | Punti | Pos. |
| ---- | ------ | ------- | --- | ---- | - | - | -- | --- | -- | -- | --- | --- | - | --- | -- | - | -- | ---- | - | - | - | -- |  |  | ----- | ---- |
| 2024 | MotoGP | Aprilia | 109 | Rit1 | 1 | 9 | 53 | 128 | 85 | 53 | 127 | 138 | 7 | Rit | 16 | 6 | 67 | Rit9 | 8 | 7 | 7 | 15 |  |  | 190   | 7º   |

| 2025 | Classe | Moto |    |    |    |    |    |   |    |     |      |    |    |     |     |  |  |  |  |  |  |  |  |  | Punti | Pos. |
| ---- | ------ | ---- | -- | -- | -- | -- | -- | - | -- | --- | ---- | -- | -- | --- | --- |  |  |  |  |  |  |  |  |  | ----- | ---- |
| 2025 | MotoGP | KTM  | 16 | 12 | 14 | 14 | 47 | 5 | 11 | 187 | Rit4 | 56 | NP | Inf | Inf |  |  |  |  |  |  |  |  |  | 69    |      |

| Legenda | 1º posto        | 2º posto            | 3º posto            | A punti      | Senza punti        | Grassetto – Pole position Corsivo – Giro più veloce |
| Legenda | Gara non valida | Non qual./Non part. | Ritirato/Non class. | Squalificato | '-' Dato non disp. | Grassetto – Pole position Corsivo – Giro più veloce |